# Шляндин, Виктор Михайлович
Виктор Михайлович Шляндин (4 марта 1918, Нижний Новгород, РСФСР — 6 мая 1988, Пенза, РСФСР, СССР) — советский ученый в области информационно-измерительной техники. Доктор технических наук, профессор. Заслуженный деятель науки и техники РСФСР (1974).
Заведующий кафедрой «Электроизмерительная техника» Пензенского политехнического института (с 1953 по 1986 гг.).

## Биография
Родился 4 марта 1918 года в городе Нижний Новгород.
В 1935 году окончил МВТУ им. Н. Э. Баумана по специальности «Авиационные приборы».
В 1950 году завершил обучение в аспирантуре Московского авиационного института.
В годы Великой Отечественной войны работал на Московском заводе авиационного приборостроения в Главном военном управлении Красной армии, занимался приборным обеспечением испытаний летной техники в Институте летных исследований.
Был слушателем 1-го курса Университета марксизма-ленинизма для научных работников.
В 1953 году начинает работать в Пензенском политехническом институте. С этого времени и до 1988 года В. М. Шляндин возглавляет кафедру электроизмерительной техники.
Кандидат технических наук (1951), доцент (1953), профессор (1962), доктор технических наук (1968).

## Научная деятельность
Автор более 700 научных трудов и несколько монографий, зарегистрировано 500 изобретений.
Учебник В. М. Шляндина «Элементы автоматики и телемеханики» (1952) издавался в Польше, Венгрии и Китае.
Основатель научно-педагогической школы «Информационно-измерительные средства и системы» в г. Пензе. Среди его учеников и последователей — доктора технических наук Е. А. Ломтев, А. И. Мартяшин, Э. К. Шахов, Г. П. Шлыков, А. Г. Рыжевский, П. П. Чураков, Б. В. Чувыкин.
Главное научное детище В. М. Шляндина — научно-исследовательские отраслевые лаборатории. Это так называемая «Шляндинская модель». Суть модели состоит в том, что при вузовской кафедре организуется научно-исследовательская отраслевая лаборатория, в которой работают инженеры-производственники, преподаватели кафедры, которые осуществляют научную поддержку инженерных проектов, студенты и аспиранты. Такой формат трехстороннего сотрудничества — науки, образования и производства — позволяет создавать научные школы, резко повышает качество обучения, придает сильный импульс для научных исследований.

### Публикации
- Шляндин В. М. Элементы автоматики и телемеханики. М., 1974.
- Шляндин В. М. Преобразователи электрических параметров для систем контроля и измерения. М., 1976.
- Шляндин В. М. Цифровые измерительные устройства: учебник. М., 1981.
- Шляндин В. М. Автоматизация контроля электрических цепей. М.: Энергия, 1966[5].

### Авторские свидетельства
- Кукин В. Н., Мартяшин А. И., Морозов А. Е., Чураков П. П., Шевченко В. П., Шляндин В. М. Измеритель емкости полупроводниковых приборов: авторское свидетельство SU 512440 A1, 30.04.1976.
- Ермина Е. С., Мартяшин А. И., Свистунов Б. Л., Чураков П. П., Шляндин В. М. Преобразователь параметров комплексных электрических цепей в унифицированные сигналы: авторское свидетельство SU 512564 A1, 30.04.1976.
- Мартяшин А. И., Морозов А. Е., Свистунов Б. Л., Чураков П. П., Шляндин В. М. Преобразователь параметров сложных цепей в унифицированные сигналы: авторское свидетельство SU 456233 A1, 05.01.1975.
- Мартяшин А. И., Морозов А. Е., Свистунов Б. Л., Чураков П. П., Шляндин В. М. Преобразователь постоянной времени сложных электрических цепей в частоту: авторское свидетельство SU 461387 A1, 25.02.1975.
- Мартяшин А. И., Морозов А. Е., Рябинин В. И., Чураков П. П., Шляндин В. М. Измеритель индкуктивности катушек: авторское свидетельство SU 481000 A1, 15.08.1975.
- Кукин В. Н., Мартяшин А. И., Морозов А. Е., Чураков П. П., Шляндин В. М. Преобразователь параметров трехэлементных двухполюсников в код: авторское свидетельство SU 490266 A1, 30.10.1975.
- Мартяшин А. И., Морозов А. Е., Свистунов Б. Л., Чураков П. П., Шляндин В. М. Преобразователь параметров пассивной электрической цепи в частоту: авторское свидетельство SU 450343 A1, 15.11.1974.
- Мартяшин А. И., Морозов А. Е., Чураков П. П., Шахов Э. К., Шляндин В. М. Преобразователь параметров комплексных электрических цепей в интервал времени: авторское свидетельство SU 382232 A1, 22.05.1973.

## Награды
- Звание Заслуженный деятель науки и техники РСФСР (1974);
- Медаль «За трудовую доблесть»;
- Медаль «В ознаменование 100-летия со дня рождения Владимира Ильича Ленина»;
- Медаль «Ветеран труда»;
- Медаль «В память 800-летия Москвы» (1947);
- золотая и серебряная медали ВДНХ;
- грамота президиума Верховного Совета РСФСР.

## Память
- В Пензе на улице Лермонтова в доме № 12, где он жил, установлена мемориальная доска[6].
- В ПГУ на базе Политехнического института проходит ежегодная Международная научно-техническая конференция «Шляндинские чтения»[7].